# 河野裕輔
河野 裕輔（かわの ゆうすけ、1975年8月1日 - ）は、日本の元男子バレーボール選手、指導者。

## 来歴
茨城県古河市出身。第四小5年生次からバレーボールを始める。全国大会では下田悟がいた尼崎北SSに敗れている。第二中学へ入学すると吹奏楽部に入部するも、夏にはバレー部へ編入する。高校は栃木県の足利工大付属高へ越境入学し、主にレフトだったが様々なポジションを経験した。その後、中央大へ進学する。大学の同級に臺光章。
1998年、日本たばこ産業（JT）に入社し、JTサンダーズに入団。同期に臺、下田、苅谷淳司、齋藤学。オポジットとして活躍、2000年黒鷲旗でベスト6賞、2000-01シーズンの第7回Vリーグ新人王、2001年黒鷲旗で優勝しベスト6賞を受賞した。同年には全日本に選出され、同年のアジア選手権で3位入賞に貢献した。2000年代初頭はチームの中心だった。その後は直弘龍治がオポジットに入るようになりベンチに回るようになる。
2005年6月、退団。その後は9人制バレーのJT東京バレーボール部でプレーしていた。引退後は社業に専念している。
2022年5月22日、長野GaRonsのテクニカルアドバイザーに就任したと発表された。
2024年3月31日、長野GaRonsからの退団が発表され、4月1日にレーヴィス栃木の監督就任が発表された。

## 人物
- イージースポーツで配信されていたV.LEAGUE中継で解説者を務めていた。
- バレーボールマガジンにて男子バレーボールに関するコラム「河野裕輔のエール！」を連載している[9]。

## 所属チーム

### 選手
- 古河市立古河第四小学校
- 古河市立古河第二中学校
- 足利工業大学附属高等学校
- 中央大学
- JTサンダーズ（1998-2005年）
- JT東京バレーボール部（9人制）（2005-?年）

### 指導者
- 長野GaRons テクニカルアドバイザー（2022-2024年）
- レーヴィス栃木 監督（2024年-）

## 受賞歴
- 2000年 - 第49回黒鷲旗全日本選手権 ベスト6
- 2001年 - 第7回Vリーグ 最優秀新人賞
- 2001年 - 第50回黒鷲旗全日本選手権 ベスト6